# Bad Hindelang
Bad Hindelang is een gemeente in de Duitse deelstaat Beieren, en maakt deel uit van het Landkreis Oberallgäu.
Bad Hindelang telt 5.192 inwoners.
Bezienswaardig is het raadhuis, voormalig jachtslot, daterend uit 1660. Het grondgebied van de gemeente strekt zich uit tot de top van de Hochvogel (2592 meter). De gemeente bestaat uit de dorpjes Bad Hindelang, Oberjoch, Unterjoch, Hinterstein, Bad Oberdorf en Vorderhindelang 